# Bistum Vĩnh Long
Das Bistum Vĩnh Long (lateinisch Dioecesis Vinhlongensis, vietnamesisch Giáo phận Vĩnh Long) ist eine in Vietnam gelegene römisch-katholische Diözese mit Sitz in Vĩnh Long.

## Geschichte
Das Bistum Vĩnh Long wurde am 8. Januar 1938 durch Papst Pius XI. aus Gebietsabtretungen des Apostolischen Vikariates Saigon als Apostolisches Vikariat Vĩnh Long errichtet. Am 24. November 1960 wurde das Apostolische Vikariat Vĩnh Long durch Papst Johannes XXIII. mit der Apostolischen Konstitution Venerabilium Nostrorum zum Bistum erhoben und dem Erzbistum Ho-Chi-Minh-Stadt als Suffraganbistum unterstellt.

## Ordinarien

### Apostolische Vikare von Vĩnh Long
- Pierre Martin Ngô Đình Thục, 1938–1960, dann Erzbischof von Huế

### Bischöfe von Vĩnh Long
- Antoine Nguyên Van Thien, 1960–1968
- Jacques Nguyên Van Mâu, 1968–2001
- Thomas Nguyên Van Tan, 2001–2013
- Peter Huỳnh Văn Hai, seit 2015